# St. Nikolaus (Offenbach-Bieber)

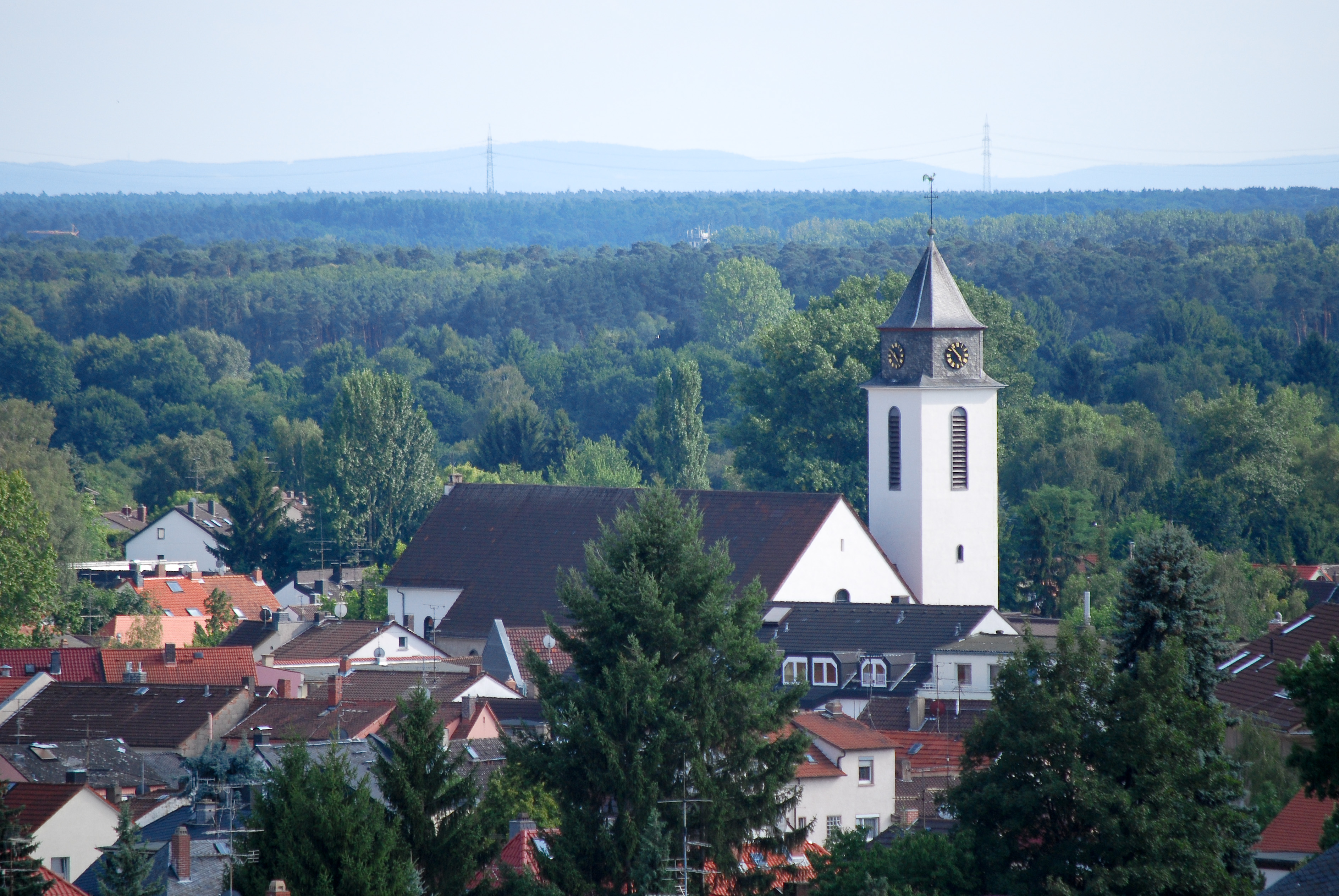
St. Nikolaus (Offenbach-Bieber)

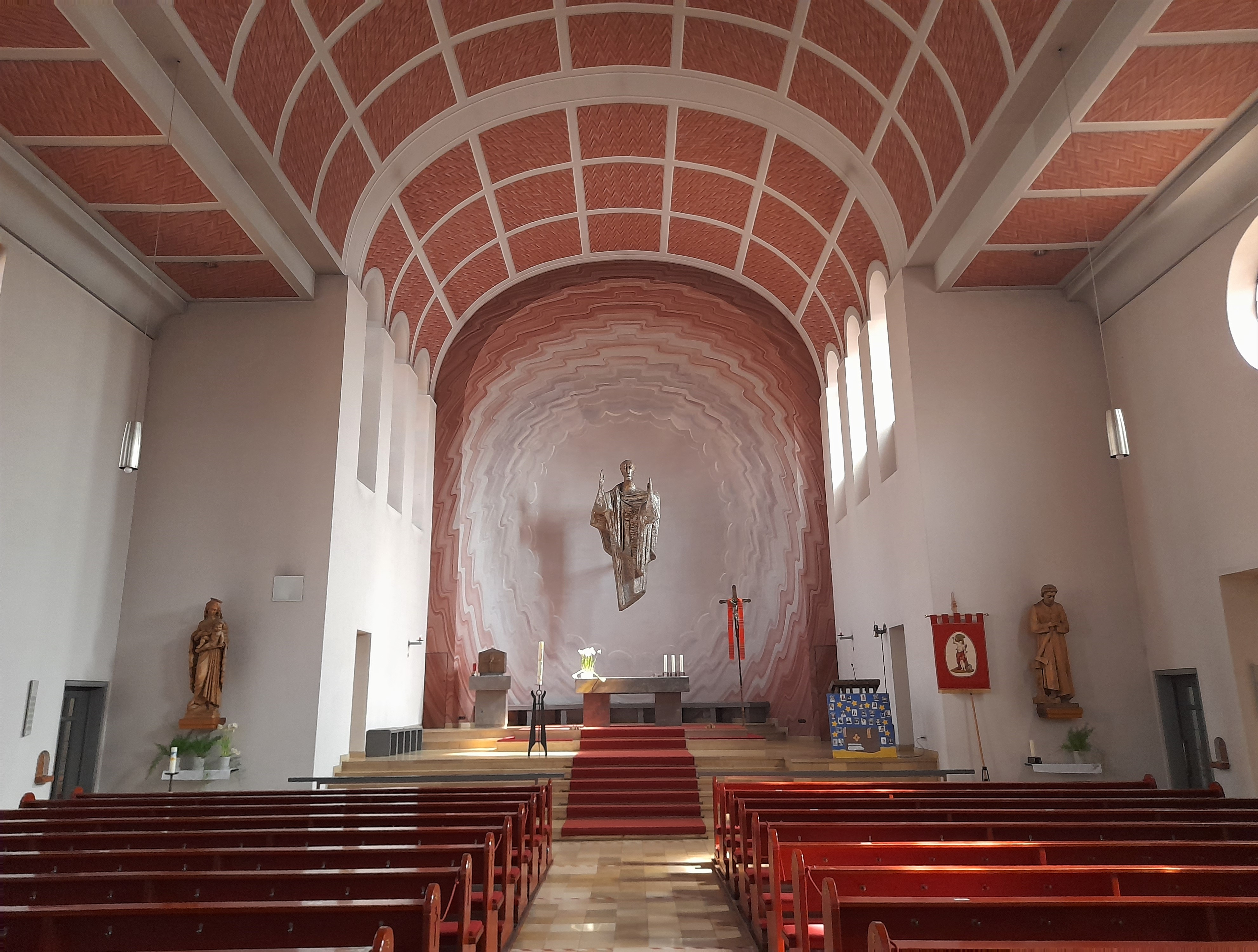
Innenraum der Kirche

Die römisch-katholische, denkmalgeschützte Filialkirche St. Nikolaus steht in Offenbach-Bieber, einem Stadtteil der kreisfreien Stadt Offenbach am Main. Die Gemeinde gehört zur Pfarrei St. Franziskus Offenbach im Bistum Mainz.

## Geschichte
1701 wurde die alte Kirche aus dem 15. Jahrhundert abgerissen und eine neue Kirche errichtet, die am 13. Juli 1708 geweiht wurde. 1878/79 wurde die Kirche durch ein neugotisches Langhaus erweitert. Die alte Kirche diente seitdem als Querhaus. Der mittelalterliche Kirchturm bleibt erhalten. 
Eine Verdreifachung der Einwohnerzahl Offenbach-Biebers zwischen 1880 und 1936 ließ den Kirchenbau von 1708, der bereits 1878/79 erweitert worden war, viel zu klein werden. Der dringend erforderliche Neubau wurde 1936 nach Plänen von Ludwig Becker in nur sechs Monaten errichtet und am 4. Dezember 1936 einweiht.

## Beschreibung
Der neue Kirchenbau wurde als Stahlskelettbau errichtet. Das mit einem Tonnengewölbe überspannte Langhaus ist 35 m lang und 16 m breit, der eingezogene Chor ist 10 m breit und 11 m tief. Die Obergaden des mit einem Satteldach bedeckten Mittelschiffs der Basilika bestehen aus großen Rundfenstern. Die Bogenfenster an den Seitenschiffen sind schmal. Vor der Westwand, neben drei Bogenfenstern, steht eine Skulptur des Nikolaus, der das Patrozinium innehat. Die drei Eingänge des Portals im Anbau vor der Westwand führen zum Vestibül. 
Der Kirchturm über quadratischem Grundriss steht in der Südwestecke des Langhauses. Im Glockenstuhl hinter den großen Klangarkaden hängen vier Kirchenglocken der Glockengießerei Otto von 1950. Sein oberstes, eingezogenes, schiefergedecktes, mit einem Pyramidendach bedecktes Geschoss beherbergt die Turmuhr. 
Im Nordwesten befindet sich die Empore für die Orgel mit 24 Registern, zwei Manualen und einem Pedal, die von der Johannes Klais Orgelbau errichtet wurde. Von der Kirchenausstattung der Vorgängerkirche haben sich ein spätmittelalterliches Kruzifix, vier Statuen, und eine hölzerne Skulptur der Anna selbdritt aus dem 15. Jahrhundert, die in einem neugotischen Schrein steht, erhalten. Die vier Meter hohe Skulptur aus Stuck in der Rundung des Chors wurde von Gisela Bär 1963 entworfen und stellt den himmelfahrenden Christus dar.